# El Centro (Kalifornien)
El Centro ist eine Stadt im US-Bundesstaat Kalifornien. Sie ist der County Seat des Imperial County, hat 44.322 Einwohner (Stand Volkszählung 2020) und wurde formal im Jahr 1908 gegründet. Das Stadtgebiet umfasst eine Fläche von 32,6 Quadratkilometern.
Die Stadt ist sehr gut über die Fernstraßen Interstate 8, Highway 86 und den Highway 111 zu erreichen. El Centro liegt rund 180 Kilometer östlich von San Diego und 350 Kilometer südöstlich von Los Angeles im Süden des Imperial County. Die Grenze zu Mexiko befindet sich nur gut zehn Kilometer entfernt.

## Demographie
Nach der Volkszählung 2010 betrug die Einwohnerzahl rund 42.500, wobei der größte Anteil auf Latinos entfällt. Jedoch sind auch europäischstämmige Weiße relativ stark vertreten, jedoch deutlich geringer als in Kalifornien oder den übrigen USA. Asiaten und Afroamerikaner sind Minderheiten und stellen somit jeweils unter fünf Prozent der Bevölkerung. Die im Jahre 2010 erhobene Volkszählung registrierte darüber hinaus rund 13.000 Haushalte in der Stadt. Auf 100 Frauen kamen 94,7 Männer, während das Medianalter der Bevölkerung bei 31,8 Jahren lag.
Insgesamt war die Einwohnerzahl seit dem Jahr 2000 um mehr als 5000 angestiegen, was insbesondere mit hohen Zuwanderströmen aus dem hispanischen Raum zu begründen ist.

## Klima
El Centro sowie die gesamte Region sind bekannt für heißes Sommerklima. Die durchschnittliche Tagestemperatur der Sommermonate Juli und August beläuft sich oftmals auf 40 Grad. Die höchste gemessene Temperatur lag bei 50 Grad. Der Niederschlag konzentriert sich vorwiegend auf die Wintermonate, die jedoch meist äußerst mild ausfallen. Die Sommermonate sind im Gegensatz hierzu durch niederschlagsarme Perioden geprägt.

## Söhne und Töchter der Stadt
- Manuel Ortiz (1916–1970), Boxer
- William A. Goddard (* 1937), Chemiker
- Jerry Belson (1938–2006), Drehbuchautor, Filmproduzent und Filmregisseur
- Ken Howard (1944–2016), Schauspieler
- Cher (* 1946), Sängerin und Schauspielerin
- Ron Judkins (* 1953), Toningenieur und Regisseur
- Walter Beasley (* 1961), Jazz-Saxophonist
- Dino Cazares (* 1966), mexikanisch-amerikanischer Musiker
- Daniel Hacker (* 1982), Eishockeyspieler